# 恵淑帝姫
恵淑帝姫（けいしゅくていき、1105年4月21日 - 12月6日）は、北宋の徽宗の第7皇女。

## 経歴
修容嬪王氏（後に懿粛貴妃となった）の長女として生まれた。趙植の同母妹、康淑帝姫・趙嬛嬛（柔福帝姫）・趙金児（賢福帝姫）・趙機の同母姉である。
崇寧4年閏2月28日（1105年4月21日、穀雨）に生まれ、100日で恵慶公主の位を授けられたが、10月21日（同年12月6日）に夭折した。
鄧国公主の位を追贈され、奉先資福禅院に葬られた。大観4年（1110年）、祖父の神宗の永裕陵に従葬された。政和4年（1114年）12月、恵淑帝姫の位を再追贈された。

## 伝記資料
- 『宋史』
- 『故贈鄧国公主追封記』
- 『皇第七女特封恵慶公主制』